# Metaphycus alami
Metaphycus alami är en stekelart som beskrevs av Tachikawa 1968. Metaphycus alami ingår i släktet Metaphycus och familjen sköldlussteklar. Inga underarter finns listade i Catalogue of Life.